# Beatriz Clara Coya
Beatriz Clara Coya (1556 ou 1557 – 1600) est une princesse inca, épouse du gouverneur du Chili Martín García Óñez de Loyola.

## Biographie
Fille de Sayri Tupac, inca de Vilcabamba – le dernier bastion de la résistance inca à la Couronne espagnole – elle est l'héritière d'une immense fortune.  
En 1572, le vice-roi du Pérou Francisco de Toledo arrangea son mariage avec Martín García Óñez de Loyola, capitaine espagnol, neveu d'Ignace de Loyola et grand artifice de la capture de Túpac Amaru, le dernier inca de Vilcabamba, qui plus est oncle de Beatriz. 
En 1593, le couple eut une fille, Ana María de Loyola Coya, née au Chili après que Martín García Óñez de Loyola en fut nommé gouverneur. Néanmoins ce dernier est assassiné en 1598 lors de la bataille de Curalaba contre les Mapuches.
Avec sa fille, Beatriz retourna au Pérou avec l'intention de partir pour l'Espagne. Mais elle trouva la mort le 21 mars 1600 à Lima.